# جوزيف مارجراف
جوزيف مارجراف هو عالم أحياء ألماني  ولد في 3 أبريل عام 1953 في جينغهونغ، يونان، الصين كان جوزيف مهتم بحماية الغابات المطيرة الأستوائية والحيوانات في جنوب شرق آسيا،توفي جوزيف في 26 يناير 2010.

## كتبه
الف جوزيف العديد من الكتب حول الغابات المطيرة منها:
- Goltenboth, F., Timotius, K.H., Milan, P.P. and Margraf, J. (eds.) 2006. Ecology of insular Southeast Asia: the Indonesian archipelago. Elsevier.
- Margraf, J. 1996. Rainforestation Farming: A Farmer's Guide to Biodiversity Management for the Philippines. Philippine-German Applied Tropical Ecology Program, 35 Seiten.
- Milan, P.P. and Margraf, J. 1994. Rainforestation Farming: An alternative to conventional concepts. Annals of Tropical Research 16(4), 17–27.

## بناته
لدى جوزيف أبنتان هما فاندا مارجراف  وهي ممثلة تبلغ من العمر 17 سنة، و ليندا مارجراف.